# Cameron Mackintosh
Sir Cameron Anthony Mackintosh, (ur. 17 października 1946 w Londynie) – brytyjski producent teatralny, współtwórca najbardziej kasowych musicali w historii: Kotów, Upiora w Operze, Les Misérables.

## Życie prywatne
Urodzony w Enfield, na przedmieściach Londynu Cameron dorastał w rodzinie katolickiej. Jego rodzicami są Szkot i Maltanka. Cameron ma młodszego brata, Roberta - również związanego ze światem muzycznym (jest kostiumologiem).
Od dzieciństwa pragnął być producentem teatralnym. W roku 1996 został uhonorowany tytułem szlacheckim Knight Bachelor za zasługi dla teatru brytyjskiego.

Jest gejem. Jego wieloletnim partnerem jest australijski fotograf Michael Le Poer Trench. Mackintosh jest uznawany za jednego z najbardziej wpływowych ludzi orientacji homoseksualnej w Wielkiej Brytanii
Producent jest sponsorem i opiekunem londyńskiej fundacji charytatywnej The Food Chain, dbającej o właściwe odżywianie nosicieli HIV.

## Producent
Cameron rozpoczął swoją karierę teatralną w latach sześćdziesiątych, począwszy od pomocnika inspicjenta aż do menedżera sceny w spektaklach objazdowych. W latach 70 stał się już dość znanym producentem. Jego przedstawienia cieszyły się zmiennym powodzeniem.
W roku 1981 wyprodukował Cats, premierowy musical Andrew Lloyd Webbera. Spektakl okazał się hitem, jednym z najdłużej w historii granych musicali na West Endzie i Broadwayu.
Dwa lata później Cameron rozpoczął współpracę z Claude-Michel Schönbergiem oraz Alain Boublilem mającą na celu przeniesienie i rozbudowę francuskiego musicalu Les Misérables na scenie londyńskiej. Po stworzeniu angielskiego libretta spektakl miał brytyjską prapremierę w październiku 1985. Po początkowym chłodnym przyjęciu spektakl okazał się olbrzymim sukcesem finansowym - jest najdłużej granym (do dziś bez przerwy) musicalem na West Endzie.
W 1986, wyprodukował kolejny hit Webbera – Upiora w Operze. Spektakl jest najbardziej dochodowym przedsięwzięciem show businessu w historii (dochód brutto z wszystkich wystawień światowych przekracza 5 miliardów dolarów) a przedstawienie londyńskie do tej pory nie zeszło ze sceny (od dnia premiery jest wystawiane w Her Majesty's Theatre).
Kolejną znaczącą produkcją (w roku 1990) było nowe dzieło Schönberga i Boublila - Miss Saigon, które również odniosło znaczący sukces na całym świecie.
Innymi spektaklami wyprodukowanymi przez Mackintosha były:
- premierowe
  - Five Guys Named Moe
  - Follies
  - Moby Dick
- wznowienia
  - Oklahoma!
  - My Fair Lady
  - The Witches of Eastwick
  - Mary Poppins
  - Carousel
  - Oliver!

Mackintosh był również producentem galowych koncertów:
- Dziesięciolecie musicalu Les Misérables w roku 1995 wystawione w Royal Albert Hall[5]
- Dwudziestopięciolecie Les Misérables (w październiku 2010) w O2 Arena[6]
- Dwudziestopięciolecie Upiora w Operze w Royal Albert Hall w październiku 2011[7]

W roku 1998 producent obchodził trzydziestolecie pracy w show businessie. Z tej okazji w dniach 7 i 8 lipca wyprodukował koncert galowy (przychód przeznaczono na cele charytatywne) zatytułowany Hey, Mr. Producer!, który zaszczyciła swoją obecnością m.in. Królowa Elżbieta wraz z małżonkiem, księciem Filipem.
Mackintosh jest uznany za osobę, która doprowadziła do światowej ekspansji musicali znanych dotychczas lokalnie w Londynie i Nowym Jorku. W chwili obecnej największe zyski przynoszą globalnie właśnie produkcje światowe, zwłaszcza w Europie Wschodniej (Gdynia, Warszawa, Budapeszt, Belgrad) i w Azji (Seul, Tokio). Producent preferuje standard replica, w którym sprawuje pełną kontrolę nad licencjonowanym spektaklem (scenografia, oświetlenie, ruch sceniczny, orkiestracja). Rzadko udziela licencji non replica, jednym z wyjątków jest Teatr Muzyczny „Roma”, gdzie we wrześniu 2010 roku zrealizowano premierę Les Misérables.
Mackintosh od 1991 roku jest jednym ze współwłaścicieli spółki Delfont Mackintosh, która włada lub zarządza obecnie 7 teatrami na West Endzie:
- Prince Edward Theatre,
- Prince of Wales Theatre,
- Novello Theatre,
- Queen’s Theatre,
- Gielgud Theatre,
- Wyndham's Theatre,
- Noël Coward Theatre.